# Hyposada ineffectaria
Hyposada ineffectaria är en fjärilsart som beskrevs av Walker 1861. Hyposada ineffectaria ingår i släktet Hyposada och familjen nattflyn. Inga underarter finns listade i Catalogue of Life.